# Championnat d'Allemagne de football de deuxième division 1964-1965
Navigation
Regionalliga
1963-1964 Regionalliga
1965-1966
La Regionalliga 1964-1965 fut une compétition de football organisée par la Deutscher Fußball Bund au 2e niveau de la hiérarchie du football ouest-allemand.
Ce fut la 2e édition de cette compétition, qui se décomposait en une première phase séparée en cinq groupes (Nord, Berlin, West, Südwest, Süd), puis un tour de promotion (en allemand : Aufstiegsrunde in die Bundesliga) qui avait pour but de désigner les deux clubs promus en Bundesliga (D1).
De 1964 à 1974, ce format resta en vigueur, avec une variation du nombre de participants et du nombre de qualifiés selon les différentes "Regionalligen".

## Regionalliga Nord
Le Regionalliga Nord 1964-1965 fut une ligue située au 2e niveau de la hiérarchie du football ouest-allemand.
Ce fut la 2e édition de cette ligue qui couvrait le même territoire que l'ancienne Oberliga Nord, c'est-à-dire les villes libres de Brême et de Hambourg et les Länders de Basse-Saxe et du Schleswig-Holstein, donc les clubs affiliés à une des quatre fédérations composant la Norddeutscher Fußball-Verband (NFV).
Selon le règlement en vigueur, il n'y eut jamais de montant direct depuis les Regionalligen vers la Bundesliga. Un tour final annuel (en allemand : Aufstiegsrunde in die Bundesliga) regroupa les champions et qualifiés de chaque Regionalliga afin de désigner les deux promus.

### Compétition

#### Légende
| Légende         | |
| (T)             | Tenant du titre de la Regionalliga Nord.                                                             |
| C/TF            | Champion et qualifié pour le tour final pour une éventuelle montée en Bundesliga la saison suivante. |
| TF              | qualifié pour le tour final pour une éventuelle montée en Bundesliga la saison suivante.             |
| R               | club relégué vers les séries d'Amateurliga pour la saison suivante.                                  |
| en augmentation | club promu des séries d'Amateurliga depuis la saison précédente.                                     |

#### Classement
|      |    |                           | M  | G  | N | P  | +  | -  | Avg  | Pts |
| ---- | -- | ------------------------- | -- | -- | - | -- | -- | -- | ---- | --- |
| C/TF | 1  | Kieler SV Holstein        | 32 | 24 | 4 | 4  | 94 | 41 | 2,29 | 52  |
| TF   | 2  | FC St. Pauli (T)          | 32 | 17 | 8 | 7  | 79 | 54 | 1,46 | 42  |
|      | 3  | FC Altona 93              | 32 | 17 | 7 | 8  | 69 | 45 | 1,53 | 41  |
|      | 4  | SV Arminia Hannover       | 32 | 17 | 6 | 9  | 76 | 49 | 1,55 | 40  |
|      | 5  | 1. SC Göttingen 05        | 32 | 17 | 3 | 12 | 62 | 40 | 1,55 | 37  |
|      | 6  | VfL Wolfsburg             | 32 | 12 | 8 | 12 | 53 | 56 | 0,95 | 32  |
|      | 7  | TuS Bremerhaven 93        | 32 | 11 | 9 | 12 | 46 | 55 | 0,84 | 31  |
|      | 8  | ASV Bergedorf 85          | 32 | 14 | 2 | 16 | 61 | 62 | 0,98 | 30  |
|      | 9  | SC Concordia Hamburg      | 32 | 13 | 4 | 15 | 44 | 57 | 0,77 | 30  |
|      | 10 | VfL Osnabrück             | 32 | 12 | 5 | 15 | 71 | 65 | 1,09 | 29  |
|      | 11 | VfB Lübeck                | 32 | 11 | 6 | 15 | 42 | 56 | 0,75 | 28  |
|      | 12 | SC Victoria Hamburg       | 32 | 10 | 8 | 14 | 52 | 73 | 0,71 | 28  |
|      | 13 | VfB Oldenburg             | 32 | 10 | 7 | 15 | 52 | 59 | 0,88 | 27  |
|      | 14 | SV Friedrichsort          | 32 | 9  | 9 | 14 | 41 | 59 | 0,69 | 27  |
|      | 15 | VfV Hildesheim            | 32 | 9  | 8 | 15 | 49 | 60 | 0,82 | 26  |
| R    | 16 | VfR Neumünster            | 32 | 11 | 4 | 17 | 52 | 71 | 0,72 | 26  |
| R    | 17 | VfR Rasensport 07 Harburg | 32 | 6  | 6 | 20 | 39 | 89 | 0,44 | 18  |

### Relégation depuis la Bundesliga
À la fin de cette saison, aucun club affilié à la Norddeutscher Fußball-Verband (NFV) ne fut relégué de la Bundesliga.

### Relégation/Montée avec l'étage inférieur
À la fin de la saison, les deux derniers classés furent relégués vers les séries d'Amateurliga.
Deux formations furent promues à l'issue du tour final des Amateurligen ("Bremen", "Hamburg", "Niedersachsen" et "Schleswig-Holstein"). Les montants furent Bremer SV et Itzehoer SV 09.

## Regionalliga Berlin
Le Regionalliga Berlin 1964-1965 fut une ligue située au 2e niveau de la hiérarchie du football ouest-allemand.
Ce fut la 2e édition de cette ligue qui couvrait le même territoire que l'ancienne Oberliga Berlin, c'est-à-dire la zone de Berlin-Ouest et donc concernait les clubs affiliés à la Verband Berliner Ballspielvereine (VBB).
Selon le règlement en vigueur, il n'y eut jamais de montant direct depuis les Regionalligen vers la Bundesliga. Un tour final annuel (en allemand : Aufstiegsrunde in die Bundesliga) regroupa les champions et qualifiés de chaque Regionalliga afin de désigner les deux promus.

### Compétition

#### Légende
| Légende         | |
| (T)             | Tenant du titre de la Regionalliga Berlin.                                                           |
| C/TF            | Champion et qualifié pour le tour final pour une éventuelle montée en Bundesliga la saison suivante. |
|                 | Qualification a posteriori pour la Bundesliga la saison suivante.                                    |
| en augmentation | club promu des séries inférieures depuis la saison précédente.                                       |
| T               | club qualifié pour la 2e phase pour le titre.                                                        |
| M               | club qualifié pour la 2e phase pour le maintien.                                                     |

#### Classement
La formule de cette ligue fut adaptée par rapport à la saison précédente. Les clubs jouèrent une première phase en se rencontrant en matches aller/retour, soit 18 journées de championnat. Ensuite les cinq premiers s'affrontèrent entre eux en aller/retour, soit 8 nouvelles journées, pour désigner le champion. De même, les cinq derniers de la première phase jouèrent ensemble pour éviter la descente.
Finalement, à la suite du « Dossier Hertha Berlin » (voir ci-dessous), la VBB changea son optique et décida de faire passer la Regionalliga Berlin à 16 équipes. Il n'y eut pas de relégué mais six promus.

##### Première phase
|   |    |                             | M  | G  | N | P  | +  | -  | Avg  | Pts |
| - | -- | --------------------------- | -- | -- | - | -- | -- | -- | ---- | --- |
| T | 1  | Spandauer SV                | 18 | 14 | 4 | 0  | 41 | 11 | 3,73 | 32  |
| T | 2  | Tennis Borussia Berlin      | 18 | 12 | 5 | 1  | 44 | 13 | 3,38 | 29  |
| T | 3  | SC Tasmania 1900 Berlin (T) | 18 | 13 | 1 | 4  | 56 | 19 | 2,95 | 27  |
| T | 4  | SC Wacker 04 Berlin         | 18 | 8  | 3 | 7  | 38 | 37 | 1,03 | 19  |
| T | 5  | Berliner SV 92              | 18 | 7  | 3 | 8  | 22 | 36 | 0,61 | 17  |
| M | 6  | Berliner FC Viktoria 89     | 18 | 6  | 2 | 10 | 35 | 51 | 0,69 | 14  |
| M | 7  | Berliner FC Südring         | 18 | 3  | 6 | 9  | 28 | 45 | 0,62 | 12  |
| M | 8  | Reinickendorfer Füchse      | 18 | 4  | 3 | 11 | 18 | 39 | 0,46 | 11  |
| M | 9  | FC Hertha 03 Zehlendorf     | 18 | 3  | 4 | 11 | 23 | 37 | 0,62 | 10  |
| M | 10 | SV Blau-Weiss Berlin        | 18 | 1  | 7 | 10 | 12 | 30 | 0,40 | 9   |

##### Deuxième phase - Championnat
|      |   |                         | M  | G  | N | P  | +  | -  | Avg  | Pts |
| ---- | - | ----------------------- | -- | -- | - | -- | -- | -- | ---- | --- |
| C/TF | 1 | Tennis Borussia Berlin  | 26 | 17 | 8 | 1  | 67 | 23 | 2,91 | 42  |
|      | 2 | Spandauer SV            | 26 | 18 | 5 | 3  | 57 | 26 | 2,19 | 41  |
|      | 3 | SC Tasmania 1900 Berlin | 26 | 18 | 3 | 5  | 82 | 29 | 2,83 | 39  |
|      | 4 | SC Wacker 04 Berlin     | 26 | 9  | 4 | 13 | 49 | 59 | 0,83 | 22  |
|      | 5 | Berliner SV 92          | 26 | 8  | 4 | 14 | 28 | 61 | 0,46 | 20  |

##### Deuxième phase - Relégation
|  |    |                         | M  | G | N  | P  | +  | -  | Avg  | Pts |
|  | -- | ----------------------- | -- | - | -- | -- | -- | -- | ---- | --- |
|  | 6  | Berliner FC Südring     | 26 | 7 | 8  | 11 | 54 | 61 | 0,89 | 22  |
|  | 7  | SV Blau-Weiss Berlin    | 26 | 6 | 10 | 10 | 27 | 38 | 0,71 | 22  |
|  | 8  | FC Hertha 03 Zehlendorf | 26 | 6 | 6  | 14 | 33 | 50 | 0,66 | 18  |
|  | 9  | Berliner FC Viktoria 89 | 26 | 7 | 3  | 16 | 47 | 69 | 0,68 | 17  |
|  | 10 | Reinickendorfer Füchse  | 26 | 6 | 5  | 15 | 28 | 56 | 0,50 | 17  |

### Relégation depuis la Bundesliga
À la fin de cette saison, l'Hertha BSC, affilié à la Verband Berliner Ballspielvereine (VBB), fut relégué de la Bundesliga.

#### "Dossier Hertha BSC"
La relégation du Hertha BSC provoqua beaucoup de tumultes au sein du football allemand et fit couler beaucoup d'encre à cette époque.
En fait, le club de Berlin-Ouest fut déclaré en faillite et contraint de quitter la Bundesliga, malgré un classement suffisant (14e sur 16) pour s'y maintenir. Le cercle classé derrière les Berlinois, Karlsruher SC demanda à être maintenu au sein de l'élite.
Mais la politique s'en mêla. Souhaitant absolument conserver la présence d'un club de Berlin-Ouest dans sa plus haute division, la DFB décida qu'un berlinois serait promu d'office. Pour compenser, les polémiques, il fut décidé qu'aucun cercle ne serait relégué de l'élite. Karlsruhe et Schalke, classés aux deux dernières places, furent donc "sauvés".
Lors du tour final des Regionalligen, le Tennis Borussia Berlin échoua à se qualifier pour la Bundesliga. Classé 2e de la Regionalliga Berlin, le Spandauer SV déclina l'offre de monter. Finalement, le SC Tasmania 1900 Berlin (3e) accepta et rejoignit la Bundesliga. La saison suivante, il allait y réaliser la plus faible performance de l'Histoire de cette ligue.

### Relégation/Montée avec l'étage inférieur
À la fin de la saison, il n'y eut aucun relégué vers les séries de l'Amateurliga Berlin. Par contre, six clubs furent promus. La Regionalliga Berlin se joua avec 16 équipes à partir de la saison suivante. Les six promus furent :
- 1. FC Neukölln
- Lichterfelder Sport Union
- SC Gatow 1931
- SC Staaken 1919
- SC Tegel
- VfB Hermsdorf

## Regionalliga West
Le Regionalliga West 1964-1965 fut une ligue située au 2e niveau de la hiérarchie du football ouest-allemand.
Ce fut la 2e édition de cette ligue qui couvrait le même territoire que les anciennes Oberliga et 2. Oberliga West, c'est-à-dire le Länder de Rhénanie du Nord-Wesphalie, donc les clubs affiliés à une des trois fédérations composant la Westdeutscher Fußball-und Leichtathletikverband (WFLV).
Selon le règlement en vigueur, il n'y eut jamais de montant direct depuis les Regionalligen vers la Bundesliga. Un tour final annuel (en allemand : Aufstiegsrunde in die Bundesliga) regroupa les champions et qualifiés de chaque Regionalliga afin de désigner les deux promus.

### Compétition

#### Légende
| Légende         | |
| (T)             | Tenant du titre de la Regionalliga West.                                                             |
| C/TF            | Champion et qualifié pour le tour final pour une éventuelle montée en Bundesliga la saison suivante. |
| TF              | Qualifié pour le tour final pour une éventuelle montée en Bundesliga la saison suivante.             |
| R               | club relégué vers les séries de Verbandsliga pour la saison suivante.                                |
| en diminution   | club relégué de la Bundesliga depuis la saison précédente.                                           |
| en augmentation | club promu des séries de Verbandsliga depuis la saison précédente.                                   |

#### Classement
|      |    |                            | M  | G  | N  | P  | +  | -  | Avg  | Pts |
| ---- | -- | -------------------------- | -- | -- | -- | -- | -- | -- | ---- | --- |
| C/TF | 1  | Borussia Mönchengladbach   | 34 | 23 | 6  | 5  | 92 | 39 | 2,36 | 52  |
| TF   | 2  | Aachener TSV Alemannia (T) | 34 | 21 | 7  | 6  | 69 | 23 | 3,00 | 49  |
|      | 3  | Fortuna Düsseldorf         | 34 | 18 | 7  | 9  | 71 | 38 | 1,87 | 43  |
|      | 4  | Rot-Weiss Oberhausen       | 34 | 17 | 8  | 9  | 55 | 35 | 1,57 | 42  |
|      | 5  | DSC Arminia Bielefeld      | 34 | 15 | 9  | 10 | 68 | 52 | 1,31 | 39  |
|      | 6  | Wuppertaler SV             | 34 | 14 | 8  | 12 | 54 | 52 | 1,04 | 36  |
|      | 7  | Rot-Weiss Essen            | 34 | 14 | 6  | 14 | 56 | 53 | 1,04 | 34  |
|      | 8  | SC Preussen Münster        | 34 | 13 | 7  | 14 | 50 | 48 | 1,04 | 33  |
|      | 9  | Schwarz-Weiss Essen        | 34 | 10 | 13 | 11 | 58 | 59 | 0,98 | 33  |
|      | 10 | SC Viktoria 04 Köln        | 34 | 14 | 5  | 15 | 41 | 48 | 0,85 | 33  |
|      | 11 | Eintracht Duisburg 1848    | 34 | 10 | 12 | 12 | 41 | 53 | 0,77 | 32  |
|      | 12 | SC Westfalia 05 Herne      | 34 | 13 | 5  | 16 | 45 | 56 | 0,80 | 31  |
|      | 13 | SG Eintracht Gelsenkirchen | 34 | 10 | 10 | 14 | 46 | 57 | 0,81 | 30  |
|      | 14 | Sportfreunde Hamborn 07    | 34 | 9  | 11 | 14 | 49 | 68 | 0,72 | 29  |
|      | 15 | TSV Marl-Hüls              | 34 | 10 | 8  | 16 | 36 | 59 | 0,61 | 28  |
|      | 16 | SV Bayer 04 Leverkusen     | 34 | 8  | 10 | 16 | 48 | 55 | 0,87 | 26  |
|      | 17 | STV Horst-Emscher          | 34 | 6  | 10 | 18 | 33 | 79 | 0,42 | 22  |
| R    | 18 | Homberger SV               | 34 | 6  | 8  | 20 | 24 | 62 | 0,39 | 20  |

### Fusion
À la fin de la saison précédente, le Duisburger SpV et le TuS Duisburg 48/99 fusionnèrent pour former l'Eintracht Duisburg 1848.

### Relégation depuis la Bundesliga
À la fin de cette saison, aucun club affilié à la Westdeutscher Fußball-und Leichtathletikverband (WFLV) ne fut relégué de la Bundesliga.

### Relégation/Montée avec l'étage inférieur
À la fin de la saison, le dernier classé fut relégué vers les séries de Verbansliga. Comme un club de la "Regionalliga West" (Borussia Mönchengladbach) fut promu en Bundesliga lors du tour final, il y eut un deuxième montant depuis les Verbandsligen ("Mittelrhein", "Niederrhein" et "Westfalen"). Les deux montants furent : VfB Bottrop et VfL Bochum.

## Regionalliga Südwest
Le Regionalliga Südwest 1964-1965 fut une ligue située au 2e niveau de la hiérarchie du football ouest-allemand.
Ce fut la 2e édition de cette ligue qui couvrait le même territoire que les anciennes Oberliga et 2. Oberliga Südwest, c'est-à-dire les Länders de Rhénanie-Palatinat et de Sarre, donc les clubs affiliés à une des trois fédérations composant la Fußball-Regional-Verband Südwest (FRVS).
Selon le règlement en vigueur, il n'y eut jamais de montant direct depuis les Regionalligen vers la Bundesliga. Un tour final annuel (en allemand : Aufstiegsrunde in die Bundesliga) regroupa les champions et qualifiés de chaque Regionalliga afin de désigner les deux promus.

### Compétition

#### Légende
| Légende         | |
| C/TF            | Champion et qualifié pour le tour final pour une éventuelle montée en Bundesliga la saison suivante. |
| TF              | qualifié pour le tour final pour une éventuelle montée en Bundesliga la saison suivante.             |
| R               | club relégué vers les séries d'Amateurliga pour la saison suivante.                                  |
| en diminution   | club relégué de la Bundesliga depuis la saison précédente.                                           |
| en augmentation | club promu des séries d'Amateurliga depuis la saison précédente.                                     |

#### Classement
|      |    |                              | M  | G  | N  | P  | +  | -  | Avg  | Pts |
| ---- | -- | ---------------------------- | -- | -- | -- | -- | -- | -- | ---- | --- |
| C/TF | 1  | 1. FC Saarbrücken            | 34 | 27 | 4  | 3  | 92 | 33 | 2,79 | 58  |
| TF   | 2  | VfR Wormatia Worms 08        | 34 | 20 | 10 | 4  | 64 | 24 | 2,66 | 50  |
|      | 3  | Eintracht Trier              | 34 | 21 | 6  | 7  | 72 | 68 | 1,06 | 48  |
|      | 4  | SV Saar 05 Saarbrücken       | 34 | 20 | 6  | 8  | 69 | 33 | 2,09 | 46  |
|      | 5  | SV Südwest 1848 Ludwigshafen | 34 | 18 | 6  | 10 | 64 | 44 | 1,45 | 43  |
|      | 6  | TuS Neuendorf                | 34 | 18 | 6  | 10 | 68 | 53 | 1,28 | 42  |
|      | 7  | FK Pirmasens                 | 34 | 19 | 3  | 12 | 76 | 44 | 1,73 | 41  |
|      | 8  | Ludwigshafener SC 1925       | 34 | 14 | 8  | 12 | 56 | 50 | 1,12 | 36  |
|      | 9  | SpVgg Weisenau               | 34 | 13 | 6  | 15 | 56 | 73 | 0,77 | 32  |
|      | 10 | FC Phönix Bellheim           | 34 | 10 | 10 | 14 | 40 | 51 | 0,78 | 30  |
|      | 11 | 1. FSV Mainz 05              | 34 | 12 | 4  | 18 | 55 | 64 | 0,86 | 28  |
|      | 12 | VfR Frankenthal              | 34 | 9  | 9  | 16 | 54 | 64 | 0,84 | 27  |
|      | 13 | BSC 1914 Oppau               | 34 | 11 | 5  | 18 | 53 | 69 | 0,77 | 27  |
|      | 14 | SV 06 Völklingen             | 34 | 10 | 6  | 18 | 54 | 71 | 0,76 | 26  |
|      | 15 | TSC Zweibrücken              | 34 | 10 | 3  | 21 | 53 | 82 | 0,65 | 23  |
| R    | 16 | Sportfreunde 05 Saarbrücken  | 34 | 8  | 5  | 21 | 36 | 72 | 0,50 | 21  |
| R    | 17 | VfR Kaiserslautern           | 34 | 6  | 6  | 22 | 32 | 79 | 0,41 | 18  |
| R    | 18 | FC Germania Metternich       | 34 | 4  | 9  | 21 | 26 | 82 | 0,32 | 17  |

### Fusion
À la fin de la saison précédente, le SV Phönix 03 Ludwigshafen et le TuRa Ludwigshafen fusionnèrent pour former le SV Südwest Ludwigshafen.

### Relégation depuis la Bundesliga
À la fin de cette saison, aucun club affilié à la Fußball-Regional-Verband Südwest (FRVS) ne fut relégué de la Bundesliga.

### Relégation/Montée avec l'étage inférieur
À la fin de la saison, les trois derniers classés furent relégués vers les séries d'Amateurliga.
Comme la FRVS avait décidé de ramener la série de 18 à 16 participants, il n'y eut qu'un seul promu après le tour final des Amateurligen ("Rheinland", "Saarland" et "Südwest"). Le montant fut SV Alsenborn.

## Regionalliga Süd
Le Regionalliga Süd 1964-1965 fut une ligue située au 2e niveau de la hiérarchie du football ouest-allemand.
Ce fut la 2e édition de cette ligue qui couvrait le même territoire que les anciennes Oberliga et 2. Oberliga Süd, c'est-à-dire les Länders de Bade-Wurtemberg, de Bavière et de Hesse, donc les clubs affiliés à une des cinq fédérations composant la Süddeutscher Fußball-Verband (SFV).
Selon le règlement en vigueur, il n'y eut jamais de montant direct depuis les Regionalligen vers la Bundesliga. Un tour final annuel (en allemand : Aufstiegsrunde in die Bundesliga) regroupa les champions et qualifiés de chaque Regionalliga afin de désigner les deux promus.

### Compétition

#### Légende
| Légende         | |
| (T)             | Tenant du titre de la Regionalliga Süd.                                                              |
| C/TF            | Champion et qualifié pour le tour final pour une éventuelle montée en Bundesliga la saison suivante. |
| TF              | qualifié pour le tour final pour une éventuelle montée en Bundesliga la saison suivante.             |
| R               | club relégué vers les séries d'Amateurliga pour la saison suivante.                                  |
| en augmentation | club promu des séries d'Amateurliga depuis la saison précédente.                                     |

#### Classement
|      |    |                        | M  | G  | N  | P  | +   | -   | Avg  | Pts |
| ---- | -- | ---------------------- | -- | -- | -- | -- | --- | --- | ---- | --- |
| C/TF | 1  | FC Bayern München      | 36 | 24 | 7  | 5  | 146 | 32  | 4,56 | 55  |
| TF   | 2  | SSV Reutlingen         | 36 | 23 | 6  | 7  | 87  | 45  | 1,93 | 52  |
|      | 3  | Offenbacher FC Kickers | 36 | 19 | 10 | 7  | 91  | 63  | 1,44 | 48  |
|      | 4  | SV Waldhof Mannheim 07 | 36 | 19 | 8  | 9  | 74  | 50  | 1,48 | 46  |
|      | 5  | KSV Hessen Kassel (T)  | 36 | 17 | 6  | 13 | 74  | 52  | 1,42 | 40  |
|      | 6  | VfR Mannheim           | 36 | 15 | 10 | 11 | 66  | 53  | 1,25 | 40  |
|      | 7  | SV Stuttgarter Kickers | 36 | 15 | 10 | 11 | 69  | 59  | 1,17 | 40  |
|      | 8  | SpVgg Fürth            | 36 | 16 | 7  | 13 | 72  | 62  | 1,16 | 39  |
|      | 9  | FC Bayern Hof 1910     | 36 | 16 | 4  | 16 | 65  | 58  | 1,12 | 36  |
|      | 10 | FSV Frankfurt          | 36 | 15 | 6  | 15 | 52  | 59  | 0,88 | 36  |
|      | 11 | Freiburger FC          | 36 | 11 | 13 | 12 | 60  | 68  | 0,88 | 35  |
|      | 12 | ESV Ingolstadt-Ringsee | 36 | 13 | 8  | 15 | 55  | 65  | 0,85 | 34  |
|      | 13 | 1. FC Pforzheim        | 36 | 13 | 7  | 16 | 47  | 61  | 0,77 | 33  |
|      | 14 | SV Darmstadt 98        | 36 | 11 | 11 | 14 | 49  | 66  | 0,74 | 33  |
|      | 15 | 1. FC Schweinfurt 05   | 36 | 14 | 4  | 18 | 49  | 55  | 0,89 | 32  |
|      | 16 | TSV Schwaben Augsburg  | 36 | 11 | 8  | 17 | 61  | 73  | 0,84 | 30  |
| R    | 17 | FC Wacker München      | 36 | 10 | 7  | 19 | 54  | 86  | 0,63 | 27  |
| R    | 18 | TSG 1846 Ulm           | 36 | 9  | 6  | 21 | 53  | 90  | 0,59 | 24  |
| R    | 19 | FC Emmendingen 03      | 36 | 1  | 2  | 33 | 31  | 158 | 0,20 | 4   |

### Relégation depuis la Bundesliga
À la fin de cette saison, aucun club affilié à la Süddeutscher Fußball-Verband (SFV) ne fut relégué de la Bundesliga.

### Relégation/Montée avec l'étage inférieur
À la fin de la saison, les trois derniers classés furent relégués vers les séries d'Amateurliga.
Trois formations furent promues à l'issue du tour final des Amateurligen ("Bade-Württemberg", "Bayern" et "Hessen"). Les montants furent : SC Opel 06 Rüsselsheim, SpVgg Weiden et VfR Pforzheim.

## Tour de promotion
Le Tour de promotion des Regionalligen 1964-1965 (en allemand : Aufstiegsrunde in die Bundesliga) fut une compétition de football organisée par la Deutscher Fussball Bund, au 2e niveau de la hiérarchie du football ouest-allemand.
Ce fut la 2e édition de cette compétition qui avait pour but de désigner les deux clubs promus entre la Regionalliga (D2) et la Bundesliga (D1).
De 1964 à 1974, il n'y eut aucun montant direct du 2e vers le 1er niveau du football ouest-allemand. Le tour final décida quels étaient les promus.
Au fil des onze éditions, le nombre de participants et surtout le nombre de qualifiés selon les différentes "Regionalligen" évoluèrent.

### Les 9 Participants 1964-1965
- Regionalliga Nord:
  - Kieler SV Holstein
  - FC St. Pauli
- Regionalliga Berlin:
  - Tennis Borussia Berlin
- Regionalliga West:
  - Borussia Mönchengladbach
  - Aachener TSV Alemannia
- Regionalliga Südwest:
  - 1. FC Saarbrücken
  - VfR Wormatia Worms 08
- Regionalliga Süd:
  - FC Bayern München
  - SSV Reutlingen

### Résultats & classements
Un tour préliminaire élimine une formation.
Dans les deux groupes respectifs, les différents clubs engagés s'affrontèrent par matches "aller/retour".

#### Légende
| Légende |                                                                |
| Q       | Qualifié pour la phase de groupe.                              |
| P       | Vainqueur de groupe et promu en Bundesliga la saison suivante. |

#### Tour préliminaire
| Date       | Match                         | Résultat | Remarques     |
| ---------- | ----------------------------- | -------- | ------------- |
| 16/05/1965 | FC St. Pauli – SSV Reutlingen | 1-0      |               |
| 23/05/1965 | SSV Reutlingen – FC St. Pauli | 4-1      | ap.prol (1-0) |
| Q          | SSV Reutlingen                | Qualifié |               |

#### Groupe 1

##### Matches
| Dates      | Matches                                              | Résultats | Remarques |
| ---------- | ---------------------------------------------------- | --------- | --------- |
| 29/05/1965 | Kieler SV Holstein – SSV Reutlingen                  | 1-1       |           |
| 29/05/1965 | VfR Wormatia Worms 08 – VfB Borussia Mönchengladbach | 1-5       |           |
| 05/06/1965 | VfB Borussia Mönchengladbach – Kieler SV Holstein    | 1-0       |           |
| 05/06/1965 | SSV Reutlingen – VfR Wormatia Worms 08               | 3-0       |           |
| 13/06/1965 | Kieker SV Holstein – VfR Wormatia Worms 08           | 3-4       |           |
| 13/06/1965 | SSV Reutlingen – VfB Borussia Mönchengladbach        | 1-1       |           |
| 16/06/1965 | SSV Reutlingen – Kieler SV Holstein                  | 1-1       |           |
| 16/06/1965 | VfB Borussia Mönchengladbach – VfR Wormatia Worms 08 | 1-1       |           |
| 19/06/1965 | Kieler SV Holstein – VfB Borussia Mönchengladbach    | 4-2       |           |
| 19/06/1965 | VfR Wormatia Worms 08 – SSV Reutlingen               | 1-2       |           |
| 26/06/1965 | VfR Wormatia Worms 08 – Kieler SV Holstein           | 0-3       |           |
| 26/06/1965 | VfB Borussia Mönchengladbach – SSV Reutlingen        | 7-0       |           |

##### Classement
|   |   |                              | M | G | N | P | +  | -  | Avg  | Pts |
| - | - | ---------------------------- | - | - | - | - | -- | -- | ---- | --- |
| P | 1 | VfB Borussia Mönchengladbach | 6 | 3 | 2 | 1 | 17 | 7  | 2,43 | 8   |
|   | 2 | SSV Reutlingen               | 6 | 2 | 3 | 1 | 8  | 11 | 0,73 | 7   |
|   | 3 | Kieler SV Holstein           | 6 | 2 | 2 | 2 | 12 | 9  | 1,33 | 6   |
|   | 4 | VfR Wormatia Worms 08        | 6 | 1 | 1 | 4 | 7  | 17 | 0,41 | 3   |

#### Groupe 2

##### Matches
| Dates      | Matches                                         | Résultats | Remarques |
| ---------- | ----------------------------------------------- | --------- | --------- |
| 29/05/1965 | FC Bayern München – Tennis Borussia Berlin      | 2-0       |           |
| 29/06/1965 | Aachener TSV Alemannia – 1. FC Saarbrücken      | 2-1       |           |
| 05/06/1965 | Tennis Borussia Berlin – Aachener TSV Alemannia | 1-1       |           |
| 05/06/1965 | 1. FC Saarbrücken – FC Bayern München           | 1-0       |           |
| 13/06/1965 | FC Bayern München – Aachener TSV Alemannia      | 2-1       |           |
| 13/06/1965 | Tennis Borussia Berlin – 1. FC Saarbrücken      | 5-2       |           |
| 16/06/1965 | Tennis Borussia Berlin – FC Bayern München      | 0-8       |           |
| 16/06/1965 | 1. FC Saarbrücken – Aachener TSV Alemannia      | 3-1       |           |
| 19/06/1965 | Aachener TSV Alemannia – Tennis Borussia Berlin | 5-4       |           |
| 19/06/1965 | FC Bayern München – 1. FC Saarbrücken           | 5-0       |           |
| 26/06/1965 | Aachener TSV Alemannia – FC Bayern München      | 1-1       |           |
| 26/06/1965 | 1. FC Saarbrücken – Tennis Borussia Berlin      | 5-0       |           |

##### Classement
|   |   |                        | M | G | N | P | +  | -  | Avg   | Pts |
| - | - | ---------------------- | - | - | - | - | -- | -- | ----- | --- |
| P | 1 | FC Bayern München      | 6 | 4 | 1 | 1 | 18 | 3  | 6,00  | 9   |
|   | 2 | 1. FC Saarbrücken      | 6 | 3 | 0 | 3 | 12 | 13 | 0,923 | 6   |
|   | 3 | Aachener TSV Alemannia | 6 | 2 | 2 | 2 | 11 | 12 | 0,916 | 6   |
|   | 4 | Tennis Borussia Berlin | 6 | 1 | 1 | 4 | 10 | 23 | 0,43  | 3   |